# Anne van de Staak
Anne Francine van de Staak (17 februari 1984) is een voormalig Nederlands roeister en stuurvrouw.
Van der Staak is vanaf haar negende wedstrijdroeister en sinds haar elfde is ze stuurvrouw.
Van de Staak kwam voor Nederland uit op de Paralympische Zomerspelen 2008 in Peking in het team van de vier met stuurman (LTA4+), waarbij zij de stuurman/-vrouw is. Zelf heeft ze geen fysieke beperkingen maar werd in 2006 door de roeiers van de vier met stuurman gevraagd stuurvrouw te worden van hun boot. Zij werd met deze ploeg vierde in de B-finale van de LTA Mixed Coxed Four-klasse. Bij de Koninklijke Holland Beker in 2006 werd zij met haar team tweede.

## Privé
Van de Staak heeft een studie HBO Verpleegkunde afgerond.